# (30564) Olomouc
(30564) Olomouc (2001 OC77) – planetoida z pasa głównego asteroid okrążająca Słońce w ciągu 4,19 lat w średniej odległości 2,6 j.a. Odkryta 28 lipca 2001 roku.